# 保土ケ谷公園
神奈川県立保土ケ谷公園（かながわけんりつほどがやこうえん）は、横浜市保土ケ谷区に所在する公園である。

## 概要
1949年に球場が完成して以来、神奈川県で初めての都市公園のひとつ運動公園として整備され、1957年に完成した。
神奈川県が運営しているが、指定管理者制度に基づき指定された法人が管理している。

## 主な施設
- 神奈川県立保土ケ谷公園硬式野球場
- 神奈川県立保土ケ谷公園軟式野球場
- 神奈川県立保土ケ谷公園少年野球場
- 神奈川県立保土ケ谷公園サッカー場
- 神奈川県立保土ケ谷公園ラグビー場
- テニスコート
- 運動広場
- プール
- 体育館
- かながわアートホール
- アスレチック
- 噴水
- 梅園

### シンフォニー広場
シンフォニー広場は、保土ヶ谷公園全体のシンボル的な存在として計画・設計された。エントランスからの空間的一体感を持たせ、池と広場により象徴的空間を形成している。また人工滝から奥に向かって流れ、列柱を配置し、水で遊べる親水空間を創出している。
シンフォニー広場の規模は0.95ha。総工費が約7億円。工期は1990年9月から1992年3月にかけてで、設計はL.A.U都市施設研究所、施工・造園は神光企業、相武造園土木他、設備はウォーターデザインが担当した。
シンフォニー広場は、保土ヶ谷公園に新たな顔を創出するとともに、多様な利用を可能とする広場づくりを目指したもので、この広場では、人と人、緑と水等の交響曲（シンフォニー）を生み出している。

## 交通
- 横浜市営バス25系統横浜駅西口 - 天王町駅 - 保土ケ谷駅西口線にて「保土ケ谷野球場前」停留所または「花見台」停留所
- 相模鉄道バス東戸塚駅西口 - 藤塚町循環線にて「公園橋」停留所
- 相模鉄道星川駅から徒歩15分以上（急坂）

## その他
「花見台」の住所が示す通り、県内有数の桜の名所でもあり、花見シーズンには園内に大勢の人々が集っている。